# Domaine de Tendō

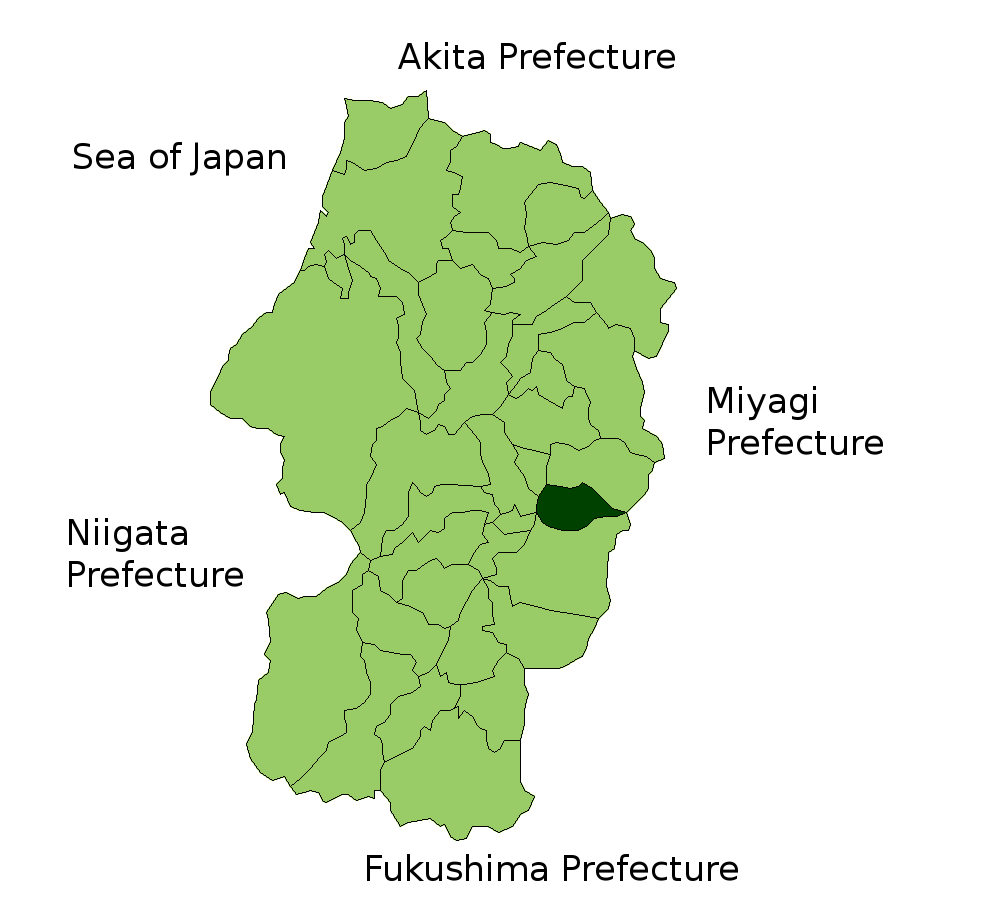
Situation du domaine de Tendō, tozama, au revenu de 20000 koku.

Le domaine de Tendō (天童藩, Tendō-han) est un domaine féodal tozama japonais de l'époque d'Edo situé dans la province de Dewa.

## Histoire
Site d'un château construit en 1360 par Yorinao Shiba, Tendō fait partie au XVIe siècle du territoire contrôlé par le clan Satomi. Entre 1830 et 1868, son daimyo est issu d'une branche du clan Oda, descendant direct du célèbre Oda Nobunaga.
À partir de 1767, le clan Oda est basé à Takabatake dans la province de Dewa avec des revenus de 20 000 koku. Mais la grande famine Temmei de 1782-1783 affecte très gravement la région et réduit à la famine nombre des paysans et même des samouraïs du domaine. Celui-ci fait faillite et les Oda sont envoyés dans un plus petit domaine de Tendō en 1820. Bien que Tendō ait un revenu nominal de 20 000 koku, le domaine est situé dans une région montagneuse aux possibilités de développement agricole limitées et le revenu réel est inférieur. Pour s'en sortir, les samouraïs de Tendō sont amenés à cultiver et préparer du carthame, principalement utilisé dans la période Edo  comme pigment dans les aliments et les cosmétiques.
Durant la guerre de Boshin de la restauration de Meiji, les forces loyales au shogun Tokugawa Yoshinobu sont défaites à la bataille d'Ueno et s'enfuient au nord. Mais les représentants de l'ancien shogunat abandonnent pacifiquement Edo au nouveau gouvernement de Meiji. Le nouveau gouvernement ordonne alors aux daimyos des domaines du Nord de venir lui faire allégeance au début de 1868.
Oda Nobumichi se déclare trop malade pour voyager et envoie son fils Oda Nobutoshi à sa place. Oda Nobutoshi et son principal vassal Yoshida Daihachi reçoivent l'ordre de servir de guides et d'escortes à l'alliance Satcho envoyée dans la région de Tohoku contre les domaines du Nord, particulièrement concentrés dans le proche domaine de Shōnai. Oda Nobutoshi participe à l'attaque contre Shōnai et, en représailles, les forces de celui-ci incendient le jin'ya de Tendō et la ville en avril. Le shogunat Tokugawa assure un fonds de secours d'un montant de 5 000 ryō pour aider à la reconstruction. Lors de la formation de la coalition Ōuetsu Reppan Dōmei des domaines du Nord contre le nouveau gouvernement de Meiji, Tendō essaye d'abord de rester neutre puis se joint à l'alliance en mai 1868. À la suite de la défaite des forces du Nord à l'issue de la guerre de Boshin, Nobutoshi est placé en état d'arrestation, remplacé par son jeune fils encore mineur Suemaru comme daimyo et les revenus du domaine sont diminués à 18 000 koku. Le domaine de Tendō est aboli en 1871 à la suite de l'abolition du système han. 
L'ancien domaine de Tendō fait maintenant partie de la ville de Tendō, préfecture de Yamagata.

## Liste des daimyos
- Clan Oda 1830-1871

|   | Nom                       | Dates     |
| - | ------------------------- | --------- |
| 1 | Oda Nobukazu (織田 信美)  | 1830-1836 |
| 2 | Oda Nobumichi (織田 信学) | 1836-1868 |
| 3 | Oda Nobutoshi (織田 信敏) | 1868-1868 |
| 4 | Oda Suemaru (織田 寿重丸) | 1868-1869 |
| 5 | Oda Nobutoshi (織田 信敏) | 1869-1871 |

## Source de la traduction
- (en) Cet article est partiellement ou en totalité issu de l’article de Wikipédia en anglais intitulé « Tendō Domain » (voir la liste des auteurs).